# 매화차

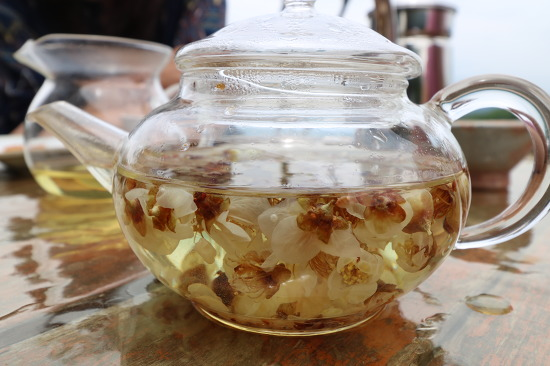

매화차(梅花茶)는 말린 매화꽃을 뜨거운 물에 스며들게 한 한국의 전통차이다. 봄 초에 매실 열매의 일부를 골라 말린 다음 꿀에 보존시킨다. 찻주전자에 10개의 꽃과 함께 대접되며 50ml의 뜨거운 물을 붓는다. 이 차는 1~2분 정도 담근 다음 즐겨마신다.

## 갤러리

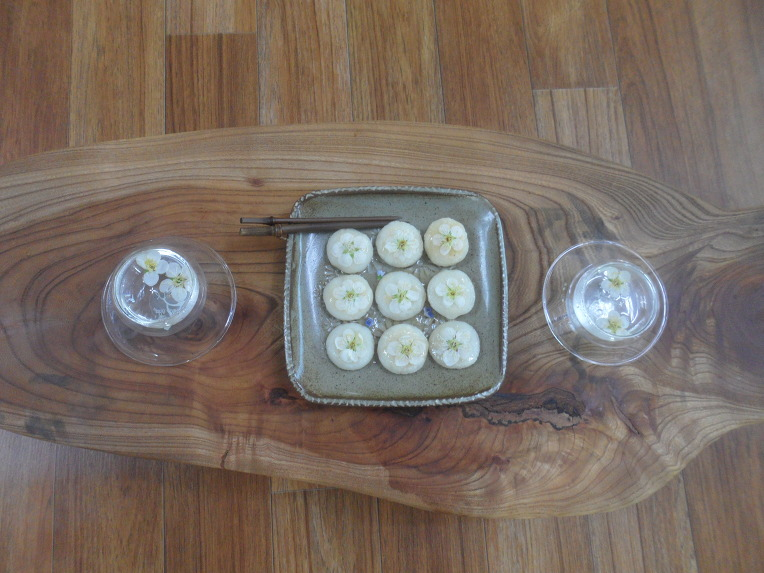
화전과 함께 즐기는 매화차

## 같이 보기
- 매실차